# Ophiodermatidae
De Ophiodermatidae zijn een familie van slangsterren uit de orde Ophiurida.

## Geslachten
- Onderfamilie Ophiarachninae Matsumoto, 1915
  - Ophiarachna Müller & Troschel, 1842
  - Ophiarachnella Ljungman, 1872

Niet in een onderfamilie geplaatst
- Bathypectinura H.L. Clark, 1909
- Cryptopelta H.L. Clark, 1909
- Diopederma H.L. Clark, 1913
- Ophiochaeta Lütken, 1869
- Ophiochasma Grube, 1866
- Ophioclastus Murakami, 1943
- Ophioconis Lütken, 1869
- Ophiocormus H.L. Clark, 1915
- Ophiocryptus H.L. Clark, 1915
- Ophioderma Müller & Troschel, 1840
- Ophiodyscrita H.L. Clark, 1938
- Ophioncus Ives, 1889
- Ophiopaepale Ljungman, 1872
- Ophiopeza Peters, 1851
- Ophiopsammus Lütken, 1869
- Ophiurochaeta Matsumoto, 1915
- Ophiuroconis Matsumoto, 1915
- Palaeocoma d'Orbigny, 1850 †
- Pectinura Forbes, 1843

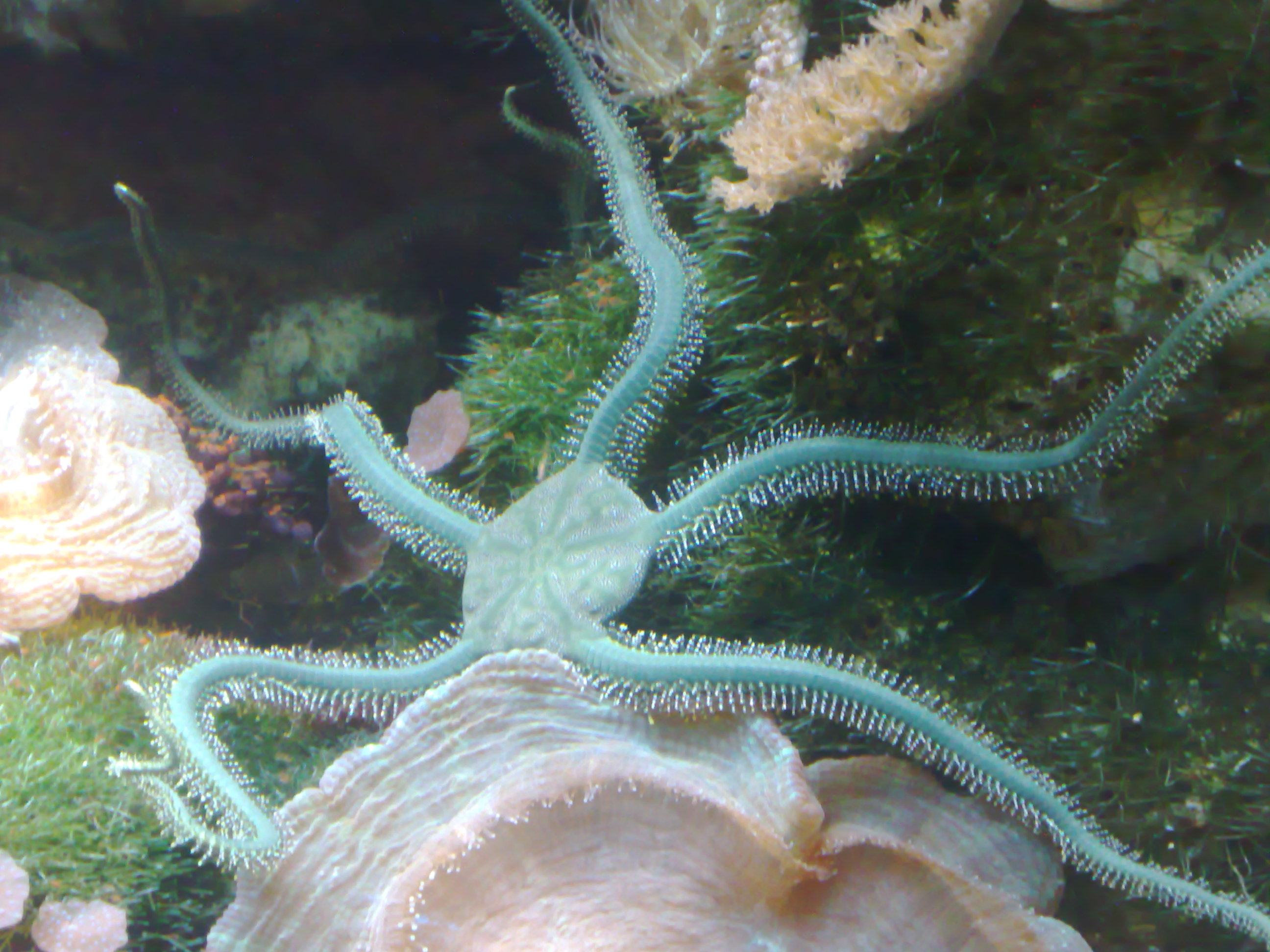
Ophiarachna incrassata
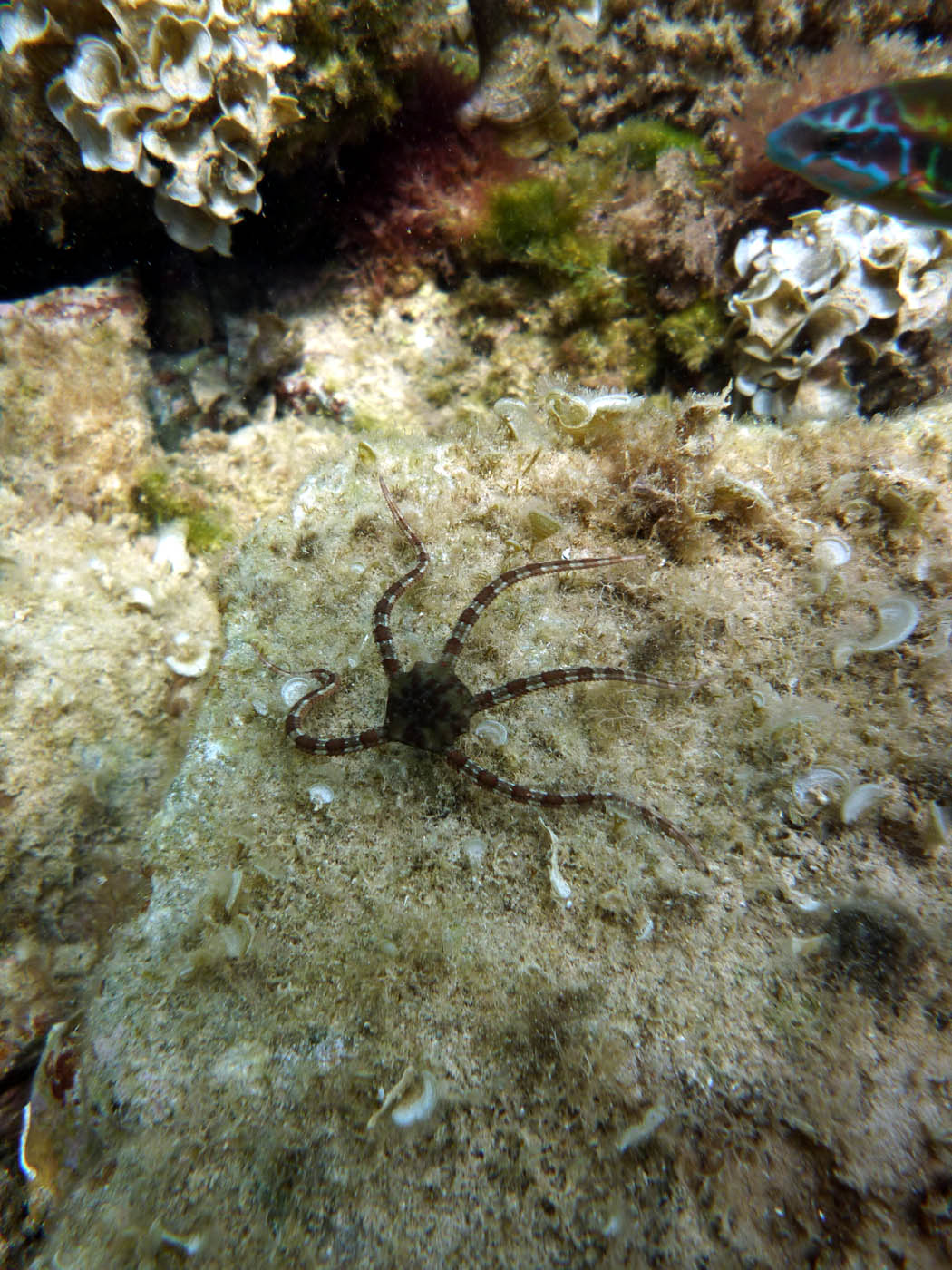
Ophioderma longicauda
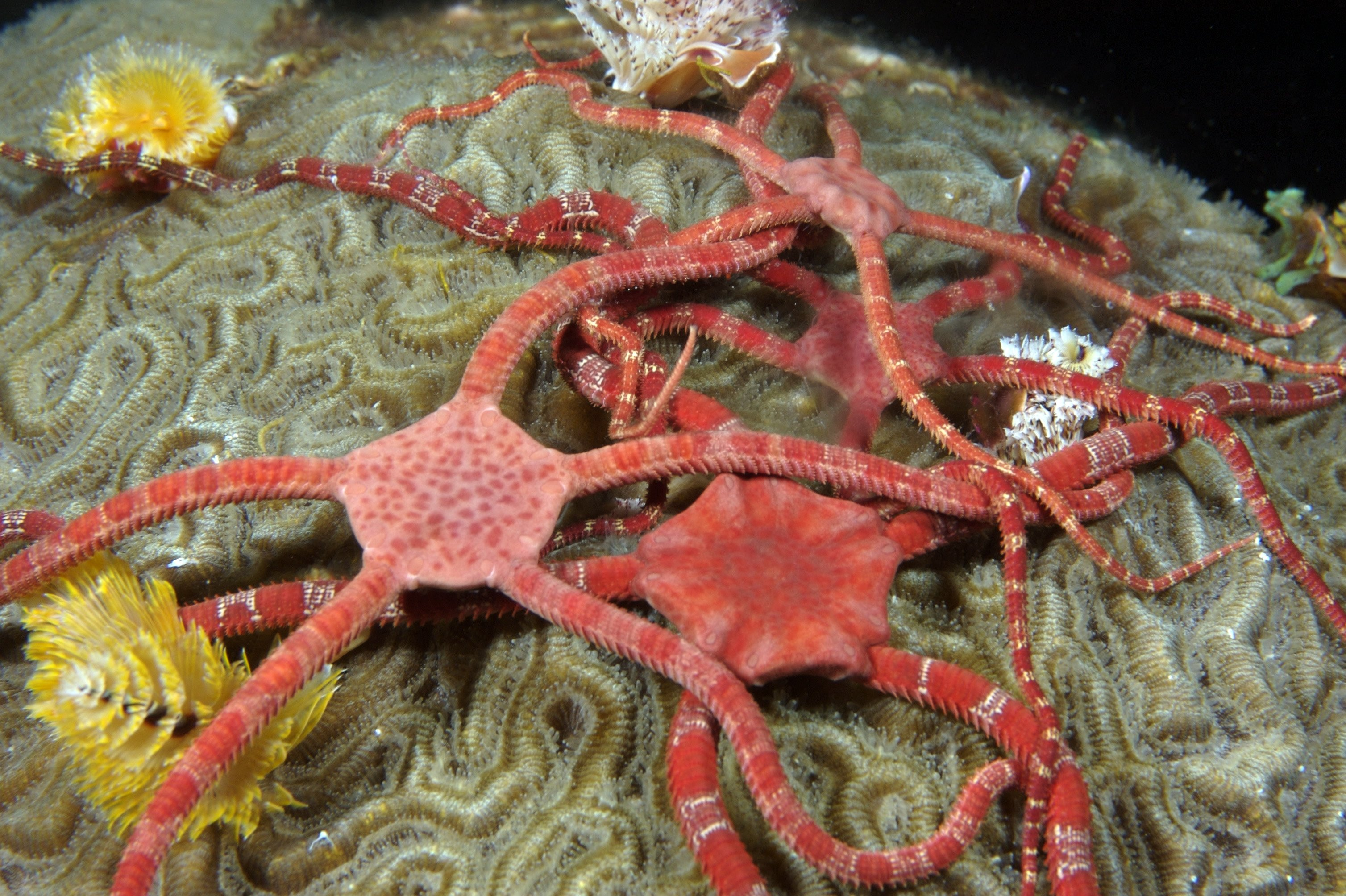
Ophioderma rubicunda
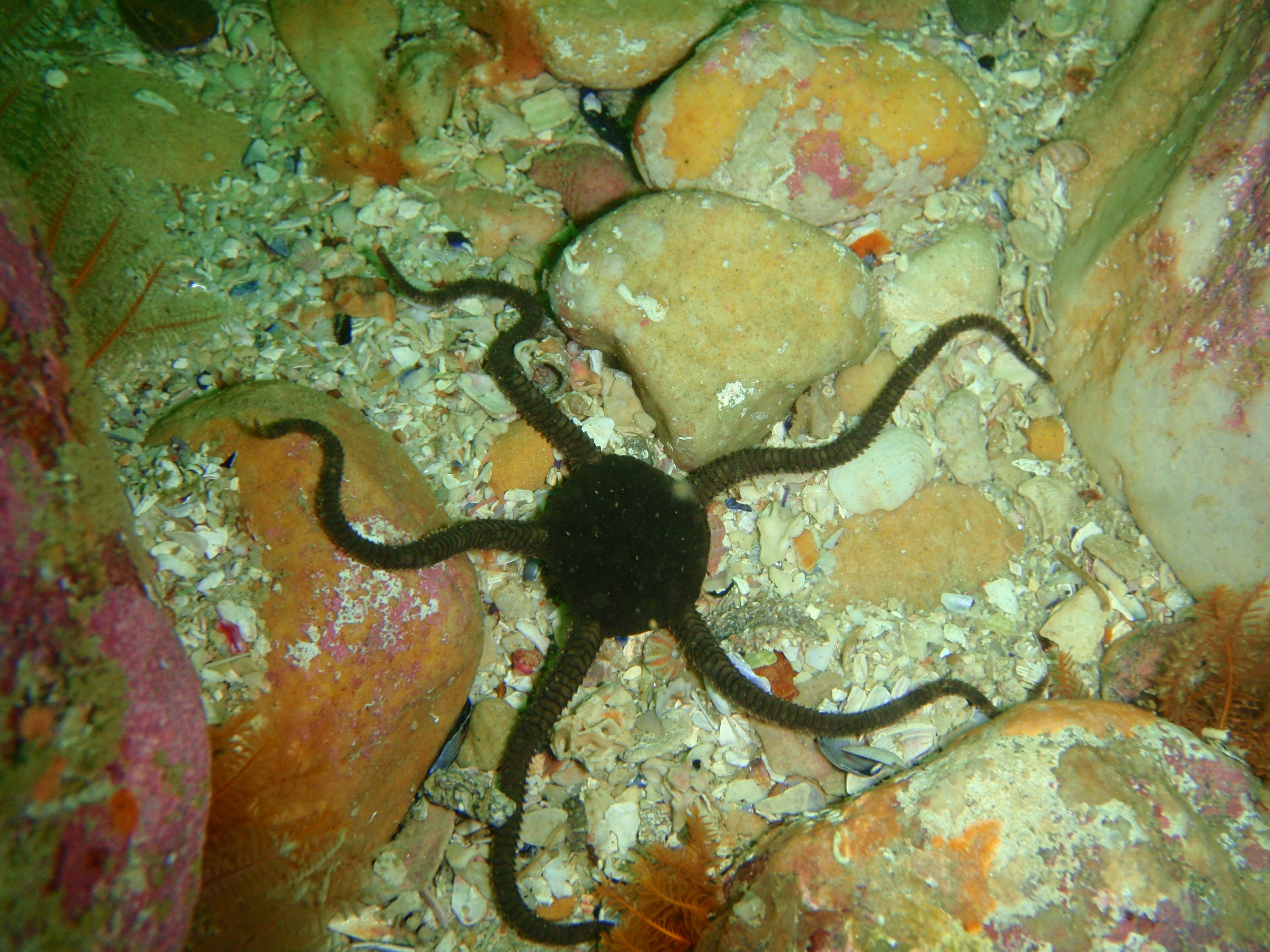
Ophioderma wahlbergii